# Hypotrachynicola rubra
Hypotrachynicola rubra — вид грибів, що належить до монотипового роду  Hypotrachynicola.